# Max (navn)
 For alternative betydninger, se Max. (Se også artikler, som begynder med Max)
Max er et drengenavn, der stammer fra tysk og er afledt af det latinske Maximilian, der igen er afledt af ordet "maximus" med betydningen "den store". Andre varianter af navnet omfatter Maks, Maxim, Maxime og Maximillian. Lidt over 3.200 danskere bærer et af disse navne ifølge Danmarks Statistik.

## Kendte personer med navnet

### Kongelige og adelige
- Maximilian 1. og Maximilian 2., tysk-romerske kejsere.
- Maximilian 1., mexicansk kejser.
- Max af Baden, tysk politiker og officer.
- Maximilian af Wied-Neuwied – Prins Maximilian af Wied-Neuwied, tysk opdagelsesrejsende og etnolog.

### Andre
- Max Bruch, tysk komponist og dirigent.
- Max Brüel, dansk arkitekt og jazzmusiker.
- Max Ernst, tysk billedkunstner.
- Max Hansen, dansk sanger og skuespiller.
- Max Müller, dansk maler.
- Max Planck, tysk fysiker.
- Max Reger, tysk komponist og organist.
- Max von Sydow, svensk skuespiller.
- Max Weber, tysk sociolog og økonom.
- Maksim Gorkij, russisk forfatter.
- Maximilian Kolbe, polsk munk og katolsk helgen.
- Maximilian Sciandri, italiensk-engelsk cykelrytter.
- Maximillian Viktor Rasmussen, dansk sanger.
- Uwe Max Jensen, dansk performance-kunstner.